# Krępa (powiat łowicki)
Krępa – wieś w Polsce, położona w województwie łódzkim, w powiecie łowickim, w gminie Domaniewice.
| SIMC    | Nazwa      | Rodzaj    |
| ------- | ---------- | --------- |
| 0727392 | Błota      | część wsi |
| 0727400 | Pod Koleją | część wsi |
| 0727417 | Pod Szos   | część wsi |
| 0727430 | Podrzeczna | część wsi |
| 0727446 | Sulejówek  | część wsi |
| 0727452 | Wyrzut     | część wsi |

Wieś duchowna położona była w drugiej połowie XVI wieku w powiecie sochaczewskim ziemi sochaczewskiej województwa rawskiego. Była wsią klucza chruślińskiego arcybiskupów gnieźnieńskich. 
W latach 1954–1958 wieś należała i była siedzibą władz gromady Krępa, po jej zniesieniu w gromadzie Domaniewice. W latach 1975–1998 wieś należała administracyjnie do województwa skierniewickiego.
Przez wieś przebiega droga krajowa nr 14.
We wsi znajduje się stacja kolejowa Domaniewice. Budynek dworca powstał prawdopodobnie na początku XX wieku według projektu Czesława Domaniewskiego.
Stacja przez kilka lat była wyłączona z ruchu pasażerskiego. Jej przywrócenie nastąpiło w ramach Łódzkiej Kolei Aglomeracyjnej.